# Hug de Montcada i de Cardona
|  | No s'ha de confondre amb Hug de Montcada i Gralla. |

Hug de Montcada i de Cardona (Xiva, Regne de València, 1478 - Golf de Salern, 28 de maig de 1528), General valencià de Mar i Terra i Virrei de Nàpols i de Sicília.
Fill de família il·lustre, el Casal de Montcada, pretesament provinent de Baviera segons una llegenda familiar lligada al mite d'Otger Cataló. El seu pare fou el baró de Xiva i Castellnou, Pere III de Montcada i Vilaragut.

## Fets destacables
Des de jove va ser Cavaller de l'Orde de Sant Joan. Hi ha algunes referències poc segures que el 1495 servia a Itàlia amb els francesos. El 1495 va abandonar el servei de Cèsar Borja quan aquest passa a simpatitzar amb els francesos.
El 1496 combat als francesos a Catalunya i el Rosselló. En aigües italianes, guerreja amb les seves galeres contra els barbarescs, de manera que Ferran el Catòlic el nomenà virrei de Sicília.
Donant suport a Pedro Navarro, el 1513 passa a Trípoli amb les galeres de Sicília per reforçar la seva defensa. Continua la campanya per la costa nord-africana, capturant i enfonsant fustes barbaresques.
El 1522, quan era general de Carles V, va assetjar la plaça de Tournai. El 1524, amb 16 galeres espanyoles, ataca i pren, ajudat pels provençals, les places franceses de Toló, Ieras i Fréjus, i després és derrotat i capturat per Andreu Doria a la desembocadura del riu Var. És alliberat el 1526 gràcies al tractat de Madrid.
Pren el comandament d'un dels cossos d'exèrcit de Carles III de Borbó i conquereix Milà i la Llombardia i allibera el Papa Climent VII, que estava assetjat al Castell de Sant Angelo pels Colonna. Es reconcilia amb els Colonna. El 1527 està amb les seves tropes al Saqueig de Roma.
El 1528, trobant-se a Nàpols, és bloquejat per les flotes genoveses i franceses. Surt a fer-los front i mor en combat en aigües del Golf de Salern. Gairebé tots els seus vaixells van ser enfonsats o capturats.